# Henry Dodge
Henry Dodge (Vincennes, 1782. október 12. – Burlington, 1867. június 19.) az Amerikai Egyesült Államok szenátora (Wisconsin, 1848–1857).